# Liga de Fútbol de los Balnearios del Sur
La Liga de Fútbol de los Balnearios del Sur, se funda en 1955. En ella, se afiliaron los clubes de los distritos de: Miraflores, Lurín, Surquillo, Santiago de Surco, Chorrillos y Barranco. Se mantuvo vigente hasta el año 1974. 

## Historia
La Liga de Fútbol de los Balnearios del Sur, se funda en 1955, por las reformas de la Federación Peruana de Fútbol con base en la desaparición de la Liga Regional de Lima y Callao y por la solicitud de los clubes de los Distritos de Miraflores, Lurín, Surquillo, Surco, Chorrillos y Barranco hacia la FPF para crea la Liga de Fútbol de los Balnearios del Sur, separando los Clubes de dichos distritos de la Liga Provincial de Fútbol de Lima.
Sin embargo desde 1926 hasta 1950, estuvo acreditada como una Serie o Zona dependiente de la Liga de Futbol de Lima con su Segunda y Tercera División.  
En 1955 se activan la Segunda y Tercera División y realizan torneos de ascensos a las inmediatas categorías superiores del año 1956.
El Torneo de Segunda División tuvo la participación de nueve (09) clubes: Unión Surco, Defensor Espinar Miraflores, Sport Almagro Barranco, Ciclista Alianza Miraflores (que había descendido de la Primera División de la Liga de Futbol de Lima de 1954), Enrique Barrón Barranco, Fraternal Barranco, Juventud Barranco, Unión Buenos Aires Chorrillos y Juventud Tejada Barranco.
Al término del Torneo, obtuvieron su Ascenso al primer Torneo de la Primera División de Los Balnearios del Sur del año 1956, los siguientes clubes: Unión Surco, Defensor Espinar Miraflores, Sport Almagro Barranco, Ciclista Alianza Miraflores y Enrique Barrón Barranco, a quienes se agregó el Sport Huáscar Barranco que en 1955 había participado en la Primera División de la Liga de Futbol de Lima.
En el Torneo de Tercera División de 1955, participaron 15 clubes, donde obtuvieron el Ascenso a la Segunda División de 1956 los Clubes San Antonio Miraflores, Sporting Alianza Chorrillos, Agricultor Surco y Alianza Progreso Miraflores, quedando en el camino los clubes Independiente Surquillo, Santiago de Surco, San Lorenzo Miraflores, Defensor Tarapacá Barranco, Alianza Surquillo, Huracán Surquillo, Íntimos La Paz Miraflores, San Cristóbal Barranco, Alfredo Salazar Southwell, Atlético Miraflores e Independencia Miraflores.
El Primer Torneo de Primera División de la Liga de Los Balnearios del Sur de 1956 donde participaron 06 clubes, dio como Campeón al Sport Almagro Barranco, quien participó en la Liguilla de Promoción a la Segunda División de 1957, conjuntamente con los Clubes Campeones de las Ligas de Lima y del Callao.
Este Torneo se mantuvo vigente hasta el año 1974, inicialmente desempeñó el papel de tercera división conjuntamente con la Liga Provincial de Lima, Liga Distrital de Fútbol de San Isidro y la Liga Provincial del Callao, cuyos Campeones disputaban por una Vacante de Ascenso para el Torneo de la  Segunda División Profesional mediante la Liguilla de Ascenso a Segunda División.
La Desaparición de La Liga de Balnearios se produce en el año 1975, tras la creación de la Liga Distrital de Barranco en 1975, la Liga Distrital de Chorrillos en 1960, la Liga Distrital de Miraflores en 1974, la Liga Distrital de Surco en 1970 y la Liga Distrital de Surquillo en 1970., siendo el último Campeón el Club Aurora Miraflores en 1974, quien clasificó al Primer Torneo Interligas de Lima Metropolitana de 1974/1975, conjuntamente con Unión Buenos Aires Chorrillos y Universidad Villarreal de Miraflores, quienes se ubicaron en el segundo y tercer lugar del Torneo Distrital.

## Antecedentes
La Liga de Balnearios formaba parte de la Liga Provincial de Lima, en la Segunda División y Tercera División, desde el año 1926 hasta 1950.

## Campeonatos
| Ed. | Año  | Campeón |
| --- | ---- | --- |
| 1   | 1956 | Sport Almagro |
| 2   | 1957 | Defensor Espinar |
| 3   | 1958 | San Antonio |
| 4   | 1959 | Alianza Chorrillos |
| 5   | 1960 | Association Chorrillos |
| 6   | 1961 | Víctor Bielich |
| –   | 1962 | La FPF anulo el Torneo, por rebeldía de los Clubes al no acatar la Decisión de la Comisión de Justicia de la FPF, de que se efectue un encuentro suspendido entre Victor Bielich y Ciclista Alianza Miraflores |
| 7   | 1963 | Santiago Barranco |
| 8   | 1964 | Association Chorrillos |
| 9   | 1965 | Association Chorrillos |
| 10  | 1966 | Unión Buenos Aires Chorrillos |
| 11  | 1967 | Sport Huáscar |
| 12  | 1968 | Sport Almagro |
| 13  | 1969 | Enrique Barrón |
| 14  | 1970 | Santiago Barranco |
| 15  | 1971 | Sport Santa Rosa |
| 16  | 1972 | Asociación Nicolini |
| 17  | 1973 | Santiago Barranco |
| 18  | 1974 | Aurora Miraflores |